# Klaas Kleine
Klaas Kleine (Kolderveen, 1940 – Diever, 24 oktober 2000) was Drentse schrijver. Naast een aantal boeken zijn er van zijn hand vele artikelen verschenen in kranten, maandbladen en andere media.
Klaas Kleine groeide op in Meppel. Hij zat hier twee jaar op de ambachtsschool en kwam daarna, na allerlei andere baantjes, bij zijn vader in de smederij. In 1966 verbouwde hij in Diever een bouwval tegenover de kerk tot woonhuis en smederij. Hier ontwikkelde hij zich van hoefsmid tot edelsmid en legde hij zich toe op restauratiewerk in kastelen en landhuizen en maakte hij wapens voor de jaarlijkse Dieverse Shakespeare-opvoering, waarin hij ook zelf rollen speelde. Daarnaast was hij vioolbouwer en geitenhouder/kaasmaker. In het plaatselijke kerkelijke leven was hij actief als koster, ouderling en kerkvoogd.
Van 1989 tot 1993 was hij voorzitter van de Drentse Schrieverskring.
Hij werkte mee aan het Drents kerkelijk liedboek, was bestuurslid van Drentse Taol en docent van cursussens Drents.
In 1996 kreeg hij de Simon van Wattumprijs.
Na zijn overlijden bracht het Drents-talige Roet (in 2002) ter nagedachtenis aan hem een themanummer uit waarin vooral aandacht werd besteed aan zijn schrijverswerk. Collega-schrijvers werden uitgenodigd om hieraan een bijdrage te leveren en gaven hier in groten getale gehoor aan. In gedichten en verhalen gaven ze aan wat Klaas Kleine voor hen heeft betekend. Hierin opgenomen waren onder meer de Dryloeken (drieluiken) die hij tussen 1988 en 2000, rond de jaarwisseling, aan vrienden en vaste lezers stuurde.
Belangrijkste publicaties:
- bewerking van het Hooglied
- Job Vangt de loze vossen / Waor blief ie now? (poëzie, 1984)
- Een feestelijk starfgeval (novelle, 1991)
- Broggen (korte roman, 1999)
- Iezerstark; verhalen uut de smederij
- 99 Krabbels
- Kerkgeschiedenis van Diever

- International Standard Name Identifier: 0000 0003 9311 2978
- Nederlandse Thesaurus van Auteursnamen: 072419237
- Virtual International Authority File: 287358229
- WorldCat: E39PBJkdfcp8F6TwFWRmfpFVG3